# Yūsuke Gotō
Yūsuke Gotō (後藤 優介 Gotō Yūsuke?, Kagoshima, 23 de abril de 1993) es un futbolista japonés que juega como delantero en el Montedio Yamagata de la J2 League.

## Trayectoria

### Clubes
| Club                      | País  | Año       |
| ------------------------- | ----- | --------- |
| Oita Trinita              | Japón | 2012-2019 |
| Hoyo Oita (cedido)        | Japón | 2012      |
| J. League sub-22 (cedido) | Japón | 2014      |
| Shimizu S-Pulse           | Japón | 2020-2022 |
| Montedio Yamagata         | Japón | 2023-     |